# Suore operaie della Santa Casa di Nazareth
Le Suore Operaie della Santa Casa di Nazareth (in latino Congregatio Sororum Operariarum a S. Domo Nazaretana) sono un istituto religioso femminile di diritto pontificio: i membri di questa congregazione pospongono al loro nome la sigla Op.S.D.N.

## Storia

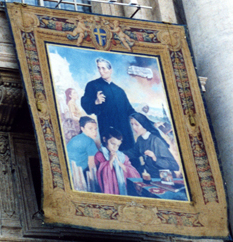
Beatificazione di Arcangelo Tadini

La congregazione venne fondata dal sacerdote italiano Arcangelo Tadini (1846-1912): per evitare che le sue giovani parrocchiane lasciassero il paese per cercare lavoro in città, nel 1898 aprì a Botticino Sera una filanda e un convitto operaio. Cercò di affidare la gestione dell'opera a delle religiose, ma non trovò congregazioni disponibili ad aprire filiali a Botticino.
Dietro suggerimento del gesuita Maffeo Franzini, Tadini istituì una nuova congregazione, detta delle Operaie della Santa Casa di Nazareth, per l'assistenza morale e tecnica alle operaie; Tadini cercò di creare anche il ramo clericale dell'istituto (i padri Luigini) ma non riuscì nell'intento.
L'istituto venne eretto in congregazione di diritto diocesano da Giacinto Gaggia, vescovo di Brescia, il 30 novembre 1931; ricevette il pontificio decreto di lode il 12 gennaio 1953 e le sue costituzioni vennero approvate definitivamente della Santa Sede il 16 marzo 1962.
Arcangelo Tadini, beatificato nel 1999 da papa Giovanni Paolo II, venne proclamato santo da papa Benedetto XVI in Piazza San Pietro a Roma il 26 aprile 2009.

## Attività e diffusione
Le Suore Operaie esercitano il loro apostolato nelle fabbriche e nelle mense, negli ambulatori, nelle scuole materne e in varie opere assistenziali per gli operai: sono attive anche in terra di missione.
Oltre che in Italia, sono presenti in Brasile, Burundi, Regno Unito e Mali; la sede generalizia è a Brescia.
Al 31 dicembre 2005, la congregazione contava 192 religiose in 24 case.